# Effy Beth
Elizabeth Mía Chorubczyk (Israel, 4 de abril de 1988 - Buenos Aires, 26 de marzo de 2014), conocida como Effy Beth, fue una artista conceptual, activista, feminista queer y performer argentino-israelí.

## Performances
A través de sus diversos trabajos ella buscaba representar las experiencias de marginalización, discriminación laboral e hipersexualización de la comunidad trans, así como también aportar a la visibilidad de las mujeres trans.
Ella realizó diferentes intervenciones en el espacio público; por ejemplo, para el Día Mundial de la Lucha contra el Sida juntó a personas en la Plaza de Mayo que, vestidas con una remera que las identificaba como portadoras, le ofrecían mate a los peatones que dudaban sobre la posibilidad de contagio, logrando así una clara visibilización de la problemática.
A partir su la performance "Soy tu creación", en marzo de 2011, la artista realizó una compilación, "Mira Colectiva" con la serie de dibujos allí producidos por el público, retratándola. Esta performance fue reeditada numerosas veces, con la introducción de variantes. Por ejemplo, ese mismo año, en la galería Arcimboldo, realizó la performance bajo el nombre "Soy tu recreación: Dos Mujeres completas según Freud".
También en el ámbito de su casa realizó diversas performances. Una de ellas se llamó "Proyecto Visible", donde fotografió a cada asistente en el baño, luego de un cambio de ropa y peluca.

## Biografía
Effy Beth nació el 4 de abril de 1988 en Israel. Ya de pequeña demostró interés la fotografía. Durante su paso por la secundaria, escribió guiones y dirigió un corto relacionado con la dictadura militar, lo que le valió premios y menciones.
Ingresó en el Centro de Investigación y Experimentación en Video y Cine (CIEVYC). También fue alumna del Instituto Universitario Nacional del Arte (actualmente UNA) en la carrera de Artes Visuales, donde cursó Crítica de Arte.
Effy se suicidó el 26 de marzo de 2014, a la edad de 25 años.

## Obra
- TRANSita rápido. Dando sentido al absurdo cotidiano cómic (2010)
- Que el mundo tiemble. Cuerpo y performance en la obra de Effy Beth (2016)[8]